# أندرياس بريمه
أندرياس "آندي" بريمه (9 نوفمبر 1960 - 20 فبراير 2024)، لاعب ومدرب كرة قدم ألماني محترف. اشتهر على المستوى الدولي بتسجيله هدف الفوز لألمانيا في نهائي كأس العالم 1990 ضد الأرجنتين من ركلة جزاء في الدقيقة 85. لعب بريمه على مستوى الأندية لعدة فرق في ألمانيا، كما قضى فترات في إيطاليا وإسبانيا. توفي في 20 فبراير 2024 عن عمر ناهز الثالثة والستين إثر أزمة قلبية.
بدأ مسيرته الكروية مع نادي كايزرسلاوترن الألماني في سنة 1981، ولعب معهم حتى سنة 1986، وقد شارك معهم في 154 مباراة وسجل 34 هدف، وفي سنة 1986 انتقل إلى نادي بايرن ميونخ، ولعب معهم حتى سنة 1988، وقد شارك معهم في 59 مباراة وسجل سبعة أهداف، وفي سنة 1988 انتقل إلى نادي إنتر ميلان الإيطالي، ولعب معهم حتى سنة 1992، وشارك معهم في 116 مباراة وسجل 11 هدف، وفي موسم 1992/1993 انتقل إلى نادي ريال سرقسطة الإسباني، ولعب معهم 24 مباراة وسجل هدف واحد، وفي سنة 1993 انتقل إلى نادي كايزرسلاوترن الألماني، ولعب معهم حتى سنة 1998، وقد شارك معهم في 120 مباراة وسجل 9 أهداف.
و قد لعب مع منتخب ألمانيا لكرة القدم بين 1984 و1994، وقد شارك معهم في 86 مباراة وسجل 8 أهداف منهم هدفه في مرمي منتخب الأرجنتين في نهائي كأس العالم 1990 والذي أحرزه من ضربة جزاء في الدقيقة 85 وقاد به منتخب ألمانيا للفوز باللقب الثالث في تاريخه.

## وصلات خارجية
- أندرياس بريمه على موقع الاتحاد الدولي (مؤرشف)  (الإنجليزية)
- أندرياس بريمه على موقع قاعدة بيانات كرة القدم.إي يو (الإنجليزية)
- أندرياس بريمه على موقع بيانات كرة القدم. دي إي (الألمانية)
- أندرياس بريمه على موقع ناشيونال فوتبول تيمز (الإنجليزية)
- أندرياس بريمه على موقع Soccerway.com (الإنجليزية)
- أندرياس بريمه على موقع عالم كرة القدم.نت (الإنجليزية)
- أندرياس بريمه على موقع أوليمبيديا (الإنجليزية)